# Diagrama de Hommel
| NFPA 704                                      |
| --------------------------------------------- |
| 1 2 W                                         |
| Diamante de risco para o borohidreto de sódio |

O diagrama de Hommel, mundialmente conhecido pelo código NFPA 704 — mas também conhecido como diamante do perigo ou diamante de risco —, é uma simbologia empregada pela Associação Nacional para Proteção contra Incêndios (em inglês: National Fire Protection Association), dos Estados Unidos da América. Nela, são utilizados losangos que expressam tipos de risco em graus que variam de 0 a 4, cada qual especificado por uma cor (branco, azul, amarelo e vermelho), que representam, respectivamente, riscos específicos, risco à saúde, reatividade e inflamabilidade.
Quando utilizada na rotulagem de produtos, ela é de grande utilidade, pois permite num simples relance, que se tenha ideia sobre o risco representado pela substância ali contida.

## Simbologia

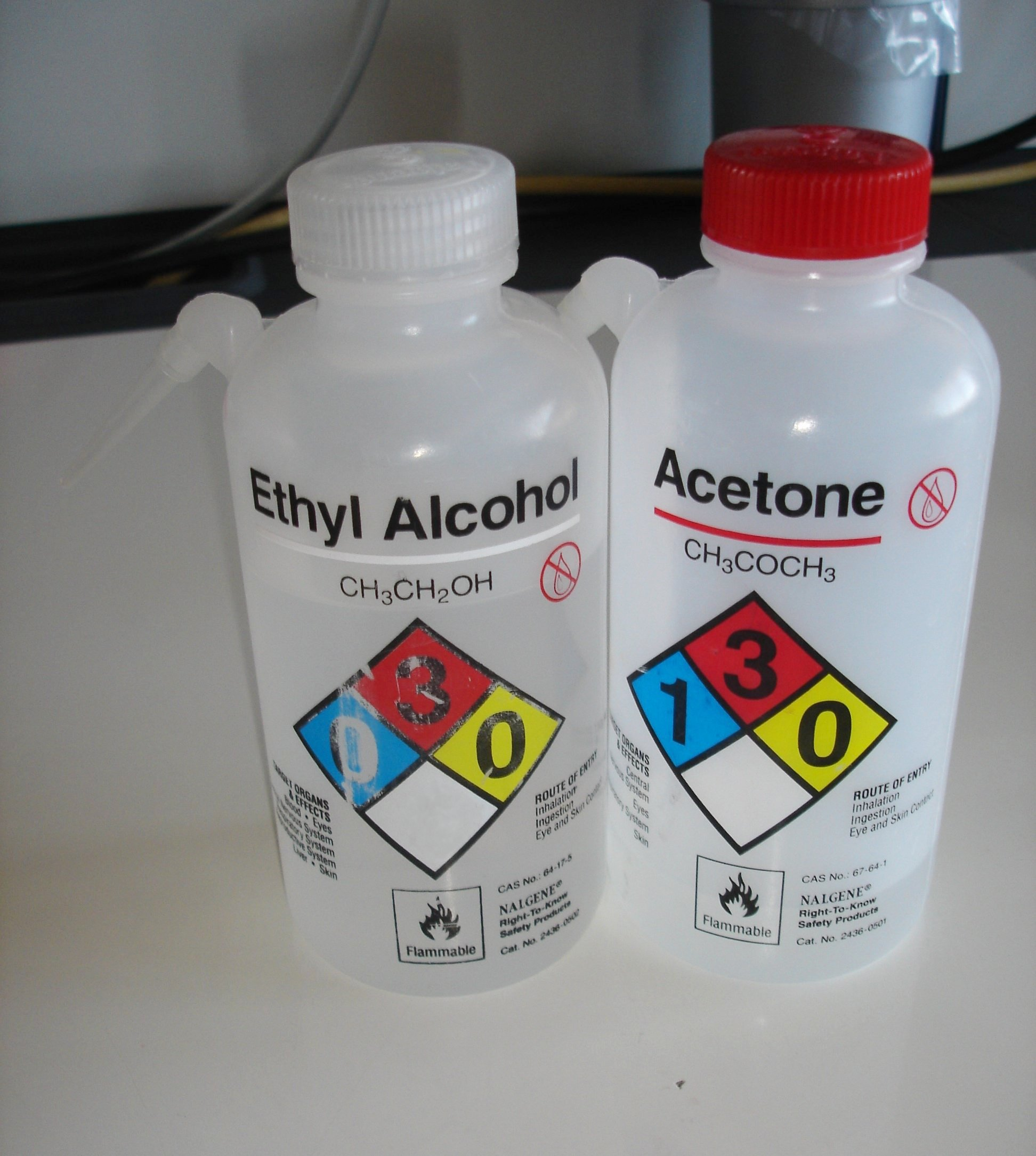
Um recipiente de álcool etílico e outro de acetona contendo o diamante de risco NFPA 704. O recipiente contendo álcool possui no NFPA 704 o losango mostrando '0'. Atualmente, o diamante do perigo para o álcool etílico mostra '2' no losango de riscos a saúde.

Sistema Padrão para Identificação de Perigos de Materiais para Resposta a Emergências

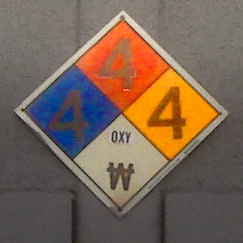
Um Diagrama de Hommel em um produto extremamente perigoso.

As quatro divisões são normalmente codificadas por cores, com o azul indicando o nível de  perigo para a saúde , vermelho indicando o nível de inflamabilidade , amarelo a reatividade e branco contendo códigos especiais para riscos exclusivos de cada composto.
Cada uma das cores é taxada em uma escala de 0 (sem risco; substância normal) a 4 (risco sério ou grave).
| Risco à Saúde (Azul)                | Risco à Saúde (Azul) | Inflamabilidade (Vermelho) | Inflamabilidade (Vermelho) |
| ----------------------------------- | --- | -------------------------- | --- |
| 0                                   | Não apresenta riscos à saúde, não são necessárias precauções. (Ex. Água, Propilenoglicol) | 0                          | Não irá pegar fogo. (Ex. Água, Hélio) |
| 1                                   | Exposição pode causar irritação, mas apenas danos residuais leves. (Ex. Acetona, Cloreto de Sódio) | 1                          | Precisa ser aquecido sob confinamento antes que alguma ignição possa ocorrer. Ponto de fulgor por volta de 93°C (200°F) (Ex. Óleo Mineral, Sacarose) |
| 2                                   | Exposição prolongada ou persistente, mas não crônica, pode causar incapacidade temporária com possíveis danos residuais. (Ex. Éter etílico, Clorofórmio)                                                                              | 2                          | Precisa ser moderadamente aquecido ou exposto a uma temperatura ambiente relativamente alta antes que alguma ignição possa ocorrer. Ponto de fulgor entre 38°C (100°F) e 93°C (200°F) (Ex. Diesel, Nafitalina)                                                                       |
| 3                                   | Exposição curta pode causar sérios danos residuais, temporários ou permanentes. (Ex. Amônia, Ácido sulfúrico) | 3                          | Líquidos e sólidos que podem inflamar-se sob praticamente todas as condições de temperatura ambiente. Ponto de fulgor abaixo de 23°C (73°F) e com ponto de ebulição por volta ou acima de 38°C (100°F) ou com ponto de fulgor entre 23°C (73°F) e 38°C (100°F) (Ex. Etanol, Benzeno) |
| 4                                   | Exposição muito curta pode causar morte ou sérios danos residuais. (Ex. Cianeto de hidrogênio, Fosgênio) | 4                          | Irá rapidamente vaporizar-se sob condições normais de pressão e temperatura, ou quando disperso no ar irá inflamar-se instantaneamente. Ponto de fulgor abaixo de 23°C (73°F) (Ex. Éter etílico, Cianeto de Hidrogênio)                                                              |
| Instabilidade/Reatividade (Amarelo) | Instabilidade/Reatividade (Amarelo) | Risco Específico (Branco)  | Risco Específico (Branco) |
| 0                                   | Normalmente estável, mesmo sob condições de exposição ao fogo, e não é reativo com água. (Ex. Água, Hélio) | OX                         | Oxidante (Ex. Perclorato de potássio, Fósforo Branco) |
| 1                                   | Normalmente estável, mas pode tornar-se instável sob temperaturas e/ou pressões elevadas, ou reagir com água de maneira incomum, sem risco de explosões (Ex. Propano, Cal)                                                            | W                          | Reage com água de maneira incomum ou perigosa. (Ex. Sódio, Potássio) |
| 2                                   | Sofre alteração química violenta sob temperaturas e pressões elevadas, reage violentamente com água, ou pode formar misturas explosivas com água. (Ex. Sódio, Ácido sulfúrico)                                                        | SA                         | Gás asfixiante simples (Ex. Hélio, Nitrogênio) |
| 3                                   | Capaz de detonar-se ou decompor-se de forma explosiva mas requer uma forte fonte de ignição, deve ser aquecido sob confinamento, reage de forma explosiva com água, ou irá explodir sob impacto. (Ex. Nitrato de amônio, Nitrometano) |                            | |
| 4                                   | Instantaneamente capaz de detonar-se ou decompor-se de forma explosiva sob condições normais de temperatura e pressão. (Ex. Nitroglicerina, Trinitrotolueno)                                                                          |                            | |

### Símbolos não padronizados
- COR - Substância corrosiva; Ácido forte ou base (Ex. Ácido sulfúrico, Soda cáustica )

Ou, para ser mais especifico:
ACID - Acido forte ou ALK - Base forte;
- CYL ou CRYO - Criogênico (Ex. Nitrogênio líquido, Oxigênio Líquido);
- POI - Veneno (Ex. Naftalina, Nitrato de Chumbo);
- BIO ou  - Risco biológico (Ex. Lixo hospitalar, Amostra Clínica);
- RAD ou   - Radioativo (Ex. Lixo atômico, Césio).